# Smörvattnet
Smörvattnet är en sjö i Göteborgs kommun i Västergötland och ingår i Göta älvs huvudavrinningsområde. Sjön är 20 meter djup, har en yta på 0,0535 kvadratkilometer och befinner sig 121,1 meter över havet.
Smörvattnet ligger i stadsdelsnämndsområdet Angered, Göteborgs kommun. Sjön är belägen söder om Angered och länsväg 190.

## Delavrinningsområde
Smörvattnet ingår i delavrinningsområde (640839-128004) som SMHI kallar för Nedlagd mätstation. Medelhöjden är 86 meter över havet och ytan är 10,75 kvadratkilometer. Räknas de 82 avrinningsområdena uppströms in blir den ackumulerade arean 1 451,72 kvadratkilometer. Säveån som avvattnar avrinningsområdet har biflödesordning 2, vilket innebär att vattnet flödar genom totalt 2 vattendrag innan det når havet efter 14 kilometer. Avrinningsområdet består mestadels av skog (60 %). Avrinningsområdet har 0,16 kvadratkilometer vattenytor vilket ger det en sjöprocent på 1,5 %. Bebyggelsen i området täcker en yta av 3,83 kvadratkilometer eller 36 % av avrinningsområdet.